# Championnats du monde d'athlétisme en salle 2004
Navigation
- 1985
- 1987
- 1989
- 1991
- 1993
- 1995
- 1997
- 1999
- 2001
- 2003
- 2004
- 2006
- 2008
- 2010
- 2012
- 2014
- 2016
- 2018
- 2022
- 2024
- 2025

Les 10es Championnats du monde d'athlétisme en salle se sont tenus du 5 au 7 mars 2004 à Budapest, en Hongrie. 677 athlètes issus de 139 nations ont pris part aux 28 épreuves du programme (14 masculines et 14 féminines). Après 1989, la capitale hongroise fut pour la deuxième fois l'hôte de cette compétition internationale. La Budapest Sports Arena, d'une capacité de 13 000 places, fut nouvellement construite sur l'emplacement d'un ancien stade détruit par un incendie en 1999.

## Faits marquants
Quatre nouveaux records du monde sont établis à l'occasion de ces Mondiaux « indoor » : celui du triple saut masculin et féminin, respectivement par Christian Olsson avec 17,83 m et Tatyana Lebedeva avec 15,36 m, celui du saut à la perche féminin par Yelena Isinbayeva avec 4,86 m, et celui du relais 4 × 400 mètres femmes par l'équipe de Russie en 3 min 23 s 88.

## Résultats

### Hommes
| Épreuves         | Or                                                                                     | Argent                                                                             | Bronze                                                                   |
| 60 m             | Jason Gardener 6 s 49                                                                  | Shawn Crawford 6 s 52                                                              | Yeóryios Theodorídis 6 s 54                                              |
| 200 m            | Dominic Demeritte 20 s 66                                                              | Johan Wissman 20 s 72                                                              | Tobias Unger 21 s 02                                                     |
| 400 m            | Alleyne Francique 45 s 88                                                              | Davian Clarke 45 s 92                                                              | Gary Kikaya 46 s 30                                                      |
| 800 m            | Mbulaeni Mulaudzi 1 min 45 s 71                                                        | Rachid Ramzi 1 min 46 s 15                                                         | Osmar dos Santos 1 min 46 s 26                                           |
| 1 500 m          | Paul Korir 3 min 52 s 31                                                               | Ivan Heshko 3 min 52 s 34                                                          | Laban Rotich 3 min 52 s 93                                               |
| 3 000 m          | Bernard Lagat 7 min 56 s 34                                                            | Rui Silva 7 min 57 s 08                                                            | Markos Geneti 7 min 57 s 87                                              |
| 60 m haies       | Allen Johnson 7 s 36 (CR)                                                              | Liu Xiang 7 s 43                                                                   | Maurice Wignall 7 s 48 (NR)                                              |
| Relais 4 × 400 m | Jamaïque Gregory Haughton Leroy Colquhoun Michael McDonald Davian Clarke 3 min 05 s 21 | Russie Dmitriy Forshev Boris Gorban Andrey Rudnitskiy Aleksandr Usov 3 min 06 s 23 | Irlande Robert Daly Gary Ryan David Gillick David McCarthy 3 min 10 s 44 |
| Saut en hauteur  | Stefan Holm 2,35 m                                                                     | Yaroslav Rybakov 2,32 m                                                            | Jaroslav Bába 2,25 m                                                     |
| Saut en hauteur  | Stefan Holm 2,35 m                                                                     | Yaroslav Rybakov 2,32 m                                                            | Germaine Mason 2,25 m                                                    |
| Saut en hauteur  | Stefan Holm 2,35 m                                                                     | Yaroslav Rybakov 2,32 m                                                            | Ștefan Vasilache 2,25 m                                                  |
| Saut à la perche | Igor Pavlov 5,80 m                                                                     | Adam Ptáček 5,70 m                                                                 | Denys Yurchenko 5,70 m                                                   |
| Saut en longueur | Savanté Stringfellow 8,40 m                                                            | James Beckford 8,31 m                                                              | Vitaliy Shkurlatov 8,28 m                                                |
| Triple saut      | Christian Olsson 17,83 m (WR)                                                          | Jadel Gregório 17,43 m                                                             | Yoandris Betanzos 17,36 m                                                |
| Lancer du poids  | Christian Cantwell 21,49 m                                                             | Reese Hoffa 21,07 m                                                                | Joachim Olsen 20,99 m                                                    |
| Heptathlon       | Roman Šebrle 6 438 pts                                                                 | Bryan Clay 6 365 pts                                                               | Lev Lobodin 6 203 pts                                                    |

### Femmes
| Épreuves         | Or                                                                                        | Argent                                                                                       | Bronze                                                                           |
| 60 m             | Gail Devers 7 s 08                                                                        | Kim Gevaert 7 s 12 (NR)                                                                      | Yuliya Nyestsyarenka 7 s 12                                                      |
| 200 m            | Natallia Safronnikava 23 s 13                                                             | Svetlana Goncharenko 23 s 15                                                                 | Karin Mayr-Krifka 23 s 18                                                        |
| 400 m            | Natalya Nazarova 50 s 19 (CR)                                                             | Olesya Forsheva 50 s 65                                                                      | Tonique Williams-Darling 50 s 87                                                 |
| 800 m            | Maria Mutola 1 min 58 s 50                                                                | Jolanda Čeplak 1 min 58 s 72                                                                 | Jo Fenn 1 min 59 s 50 NR                                                         |
| 1 500 m          | Kutre Dulecha 4 min 06 s 40                                                               | Carmen Douma-Hussar 4 min 08 s 18 (NR)                                                       | Gulnara Samitova-Galkina 4 min 08 s 26                                           |
| 3 000 m          | Meseret Defar 9 min 11 s 22                                                               | Berhane Adere 9 min 11 s 43                                                                  | Shayne Culpepper 9 min 12 s 15                                                   |
| 60 m haies       | Perdita Felicien 7 s 75 (CR)                                                              | Gail Devers 7 s 78                                                                           | Linda Ferga 7 s 82 (NR)                                                          |
| Relais 4 × 400 m | Russie Olesya Forsheva Olga Kotlyarova Tatyana Levina Natalya Nazarova 3 min 23 s 88 (WR) | Biélorussie Natallia Salahub Anna Kozak Ilona Vusovich Sviatlana Vusovich 3 min 29 s 96 (NR) | Roumanie Angela Moroșanu Alina Râpanu Maria Rus Ionela Târlea 3 min 30 s 06 (NR) |
| Saut en hauteur  | Yelena Slesarenko 2,04 m                                                                  | Anna Chicherova 2,00 m                                                                       | Blanka Vlašić 1,97 m                                                             |
| Saut à la perche | Yelena Isinbayeva 4,86 m (WR)                                                             | Stacy Dragila 4,81 m                                                                         | Svetlana Feofanova 4,70 m                                                        |
| Saut en longueur | Tatyana Lebedeva 6,98 m                                                                   | Tatyana Kotova 6,93 m                                                                        | Carolina Klüft 6,92 m (NR)                                                       |
| Triple saut      | Tatyana Lebedeva 15,36 m (WR)                                                             | Yamilé Aldama 14,90 m                                                                        | Chrysopiyí Devetzí 14,73 m                                                       |
| Lancer du poids  | Svetlana Krivelyova 19,90 m                                                               | Yumileidi Cumbá 19,31 m                                                                      | Nadine Kleinert 19,05 m                                                          |
| Pentathlon       | Naide Gomes 4 759 pts                                                                     | Nataliya Dobrynska 4 727 pts                                                                 | Austra Skujytė 4 679 pts                                                         |

## Tableau des médailles
| Rang | Nation                           | Or | Argent | Bronze | Total |
| ---- | -------------------------------- | -- | ------ | ------ | ----- |
| 1    | Russie                           | 8  | 6      | 5      | 19    |
| 2    | États-Unis                       | 4  | 5      | 1      | 10    |
| 3    | Éthiopie                         | 2  | 1      | 1      | 4     |
| 3    | Suède                            | 2  | 1      | 1      | 4     |
| 5    | Kenya                            | 2  | 0      | 1      | 3     |
| 6    | Jamaïque                         | 1  | 2      | 2      | 5     |
| 7    | Ukraine                          | 1  | 2      | 1      | 4     |
| 8    | Tchéquie                         | 1  | 1      | 1      | 3     |
| 9    | Canada                           | 1  | 1      | 0      | 2     |
| 9    | Portugal                         | 1  | 1      | 0      | 2     |
| 11   | Bahamas                          | 1  | 0      | 1      | 2     |
| 11   | Royaume-Uni                      | 1  | 0      | 1      | 2     |
| 13   | Grenade                          | 1  | 0      | 0      | 1     |
| 13   | Mozambique                       | 1  | 0      | 0      | 1     |
| 13   | Afrique du Sud                   | 1  | 0      | 0      | 1     |
| 16   | Biélorussie                      | 0  | 2      | 1      | 3     |
| 17   | Brésil                           | 0  | 1      | 1      | 2     |
| 18   | Bahreïn                          | 0  | 1      | 0      | 1     |
| 18   | Belgique                         | 0  | 1      | 0      | 1     |
| 18   | Chine                            | 0  | 1      | 0      | 1     |
| 18   | Slovénie                         | 0  | 1      | 0      | 1     |
| 18   | Soudan                           | 0  | 1      | 0      | 1     |
| 23   | Cuba                             | 0  | 0      | 2      | 2     |
| 23   | Grèce                            | 0  | 0      | 2      | 2     |
| 23   | Roumanie                         | 0  | 0      | 2      | 2     |
| 26   | Croatie                          | 0  | 0      | 1      | 1     |
| 26   | République démocratique du Congo | 0  | 0      | 1      | 1     |
| 26   | Danemark                         | 0  | 0      | 1      | 1     |
| 26   | France                           | 0  | 0      | 1      | 1     |
| 26   | Allemagne                        | 0  | 0      | 1      | 1     |
| 26   | Irlande                          | 0  | 0      | 1      | 1     |
| 26   | Lituanie                         | 0  | 0      | 1      | 1     |